# 비행기구름 (음반)
《히코키구모》(일본어: ひこうき雲/비행기구름)은 아라이 유미의 첫 앨범이다. 1973년 11월 20일에 도시바 EMI에서 발매되었다. 음원 발매권의 사정으로 인해 잠깐 알파 레코드에서 발매된 적도 있다. 지금은 CD 형태와 전자서비스 형태로 발매되고 있다.

## 해설
- ‘아라이 유미/히코키구모’. 일본 음악 사상에 찬연히 이름을 남긴, 말없이 알려진 명반 중의 명반 ─ 이 한장으로 일본 음악은 바뀌었다.
- 1976년의 연간 앨범 판매량 제10위를 기록하고, 1년간 3장의 앨범을 연간 TOP10에 들게 하는 쾌거를 일구었다. 《COBALT HOUR》(2위), 《YUMING BRAND》(5위)
- 부클릿의 일러스트는 유밍이 손수, 소녀에서 어른으로의 변화를 엮은 ‘생일’이란 이름의 시를 수록했다.

## 수록곡
A면
1. ひこうき雲 히코키구모[*] 비행기구름
요절한 옛 친구를 모티프로 한 곡. 누군가 너무 빨리 죽었지만, 주인공은 ‘그래도 행복’하다고 한다. 하늘을 동경해 그대로 하늘로 사라져 간 사람에 대한 이해와 선망을 노래하고 있다. 남편인 마쓰토야 마사타카는 이 곡이 사용한 코드가 의외라서 놀라 결혼하기로 결정했다고 농담처럼 말하고 있다. 유키무라 이즈미·하세가와 기요시·시바타 준·오다 가즈마사·마쓰우라 아야 등 많은 사람이 다시 부르기도 했다.
제목인 히코키구모는 한국어로는 비행기구름이다. 비행기가 지나간 뒤 하얗게 남은 자국을 비행기구름이라고 부른다.
2. 曇り空 구모리조라[*] 흐린 하늘
백코러스에서 마쓰토야 마사타카가 남자의 목소리를 담당. 2002년에 키린지가 리메이크.
3. 恋のスーパー・パラシューター 고이노슈파파라슈타[*] 사랑의 슈퍼 패러슈터
동경하던 지미 헨드릭스가 낙하산 부대에 있었던 것에 힌트를 얻은 곡.
4. 空と海の輝きに向けて 소라토우미노카가야키니무케테[*] 빛나는 하늘과 바다를 향해 (album version)
본 작품의 것은 데뷔 싱글의 B면에 수록된 곡과는 다른 버전.
5. きっと言える 깃도이에루[*] 꼭 말할 수 있어
2번째 싱글. 곡에서 조바꿈을 반복하는, 유밍의 곡의 진면목이라고 할 수 있는 곡. 2002년에는 아사히 음료 지다(旨茶)의 CM송으로 이용되었다. 1974년에 이토 사키코가, 2002년에는 노모토 카리아가, 2003년에는 후루우치 도코가 리메이크.

B면
1. ベルベット・イースター 벨벳 이스터
발매 이후 곧 방송을 통해 알려져, 신인 아라이 유미의 명함처럼 된 곡. 엔카나 가요가 주를 이루던 당시에, 심야의 라디오에서 흘러나온 이 어둡다고도 밝다고도 할 수 없는 느낌의 곡은 젊은 청취자들에게 충격을 주었다. 그리고 수십 년이 지난 지금도 불리는 명곡중의 명곡. 이후 아라이 유미로 발매한 마지막 싱글 《가게리유쿠헤야》의 B면에 수록되었다.
2. 紙ヒコーキ 가미히코키[*] 종이비행기
눈 아래에 보이는 마을로 날린 종이비행기에 빠져있는 자신에게 문득 깨달은 마음을 그려낸 곡. 간주에서 느껴지는 하늘을 경쾌하게 선회하는 약동감이 훌륭하다. 〈깃토이에루〉와 함께 차의 CM송으로 이용되었다.
3. 雨の街を 우메노마치오[*] 비 내리는 거리를
유밍은 예나 지금이나 “제가 가장 좋아하는 곡입니다”라며 노래를 시작한다. 어둡고도 조용한, 그렇지만 따뜻한 자장가. 모티프가 된 유밍의 고향인 하치오지시의 비 내리는 풍경이 눈에 선하다. 2003년에는 마쓰모토 다카히로가 RAMJET PULLEY의 마쓰다 아키코와 함께 리메이크. 또 TBS계열의 드라마 루즈의 전언으로 드라마화되었다(제16화, 주연 미즈시마 가오리).
4. 返事はいらない 헨지와이라나이[*] 대답은 필요없어 (album version)
300매밖에 팔리지 않은 데뷔곡. 편곡을 바꾸어 수록했다.
5. そのまま 소노마마[*] 그대로
흐르는 날들에 파묻힐 것 같은 당신을 생각하며 한숨 돌린 주인공은 멍한 그 눈에 무엇인가를 발견한다.
권태 속에서 그녀는 다시 내일의 작은 희망을 찾아낸다. 유밍은 “지금은 벌써 왜 이런 곡을 썼었는지 모르겠다”고 말한다.
6. ひこうき雲 히코키구모[*]
앨범 끝에는 데모테이프의 곡으로 다시 이 곡이 짧게 실려있다.

- 작사 및 작곡 : 아라이 유미, 편곡 : 아라이 유미, 캬라멜 마마

## 참가한 음악가
- 피아노: 아라이 유미
- 베이스: 호소노 하루오미
- 키보드: 마쓰토야 마사타카
- 기타: 스즈키 시게루
- 드럼: 하야시 다쓰오
- 클래식 기타: 호소노 하루오미(A-1, A-5)
- 퍼커션: 마쓰토야 마사타카(A-3), 스즈키 시게루(A-3), 하야시 다쓰오(A-3, A-5, B-4), 오하라 레이(B-4)
- 밴조: 마쓰토야 마사타카(B-5)
- 플루트: 미야자와 아키라(A-2)
- 코러스: 마쓰토야 마사타카(A-2), Singers Three(A-3), 아라이 유미(B-4)
- 테너 색소폰: 사이조 코우노스케(A-5)
- 전기기타: 코마자와 히로키(B-2, B-5)
- 핸드 클래핑: 레코딩 스탭(B-1)

## 드라마화
《청색 시대 "명곡 드라마 시리즈" 아라이 유미〈비행기구름〉》(일본어: 青の時代"名曲ドラマシリーズ 荒井由実「ひこうき雲」)를 2016년 3월 24일 21:00 - 22:00에 NHK BS 프리미엄에서 방송 된 일본의 드라마. 아라이 유미의'히코키구모'를 모티브로 1980년대 후반의 일본을 배경으로하는.

### 캐스트
- 마루코 (円子): 히로세 아리스
- 마오 (真央): 미요시 아야카
- 마미야 쇼타로, 호리베 케이스케, 사토 치카우, 키타우라 아유, 니이나 모토히로, 카쿠 치카코 외